# Guido Mocafico
Guido Mocafico (* 1962 in der Schweiz) ist ein italienischer Fotograf. Er lebt in der Schweiz und in Paris.

## Leben
Mocafico strebte zunächst eine Karriere als Modefotograf an. Nach einem zweijährigen Besuch der École de photographie in Vevey wandte er sich stattdessen der Stillleben-Fotografie zu. Er arbeitet für das Modemagazin Numéro, für das er unkonventionelle Stillleben aus Parfümflaschen, Schuhen, Uhren und Schmuck fotografiert. Seine Fotografien erschienen unter anderem auch in den Zeitschriften Vogue, Men’s Vogue, The Face, Harper’s Bazaar  und Wallpaper. Mocafico entwarf zudem Anzeigenkampagnen für Marken wie Gucci, Yves Saint Laurent und Clinique.
Neben seiner kommerziellen Tätigkeit widmet sich Mocafico persönlichen Fotografie-Projekten. Eines seiner Themen ist die Architektur. So schuf er 1998 Fotoserien zu Gebäuden in Brasilien (in Dunkelheit gehüllte Bauwerke des Architekten Oscar Niemeyer) sowie Beirut und Sarajevo (bombenzerstörte Ruinen). Die Fotografien bearbeitete er mit digitalen Werkzeugen nach, um bewegliche Elemente wie Menschen oder Fahrzeuge zu entfernen und eine Atmosphäre der Stille und Feierlichkeit zu erzielen.
Andere seiner Motive stammen aus der Natur wie Tierschädel (1999), Quallen („Medusa“, 2001/2002), Schlangen („Serpens“, 2002/2003) oder Spinnen („Aranea“, 2003). Zu seinen neueren Projekten gehörte das Fotografieren von rund 600 Glasmodellen der Blaschkas, die er 2013 in verschiedenen Museen und Universitäten aufsuchte und dokumentierte. Dazu legte er die Glasfiguren auf eine Glasplatte oder befestigte sie an einer Vorrichtung und fotografierte sie anschließend mit einer Großformatkamera. Zu diesem Projekt gehören auch Installationen und Filme. Eine Unterwasser-Ausstellung seiner Fotografien (Installation Blaschka) fand 2016 beim Festival Images in Vevey statt.
Im Rahmen seines Projekts „Stilleven“ nahm Mocafico Fotografien auf, die wie klassische gemalte Stillleben wirken. 2008 fand in der Münchner Galerie Bernheimer Fine Old Masters eine Ausstellung seiner Aufnahmen statt, wobei diese den Werken flämischer und niederländischer Meister des 17. Jahrhunderts zur Seite gehängt wurden. Seine nach deren Vorbild arrangierten Bankett-, Blumen- und Vanitas-Stillleben erzielten eine hohe Ähnlichkeit zu den Gemälden. Die Fotografien fertigte Mocafico mit einer analogen Großformatkamera in seinem Pariser Atelier.
Weitere Themen von Mocafico sind Uhrwerke („Movement“, 2005–2007) und Pistolen („Guns“, 2006–2008). Letztere Fotografien stellte er 2010 zusammen mit Rosenbildern unter dem Titel Guns and Roses bei Bernheimer und in der mit ihm regelmäßig zusammen arbeitenden Hamiltons Gallery in London aus.
Mehrere Bildbände mit Fotografien von Mocafico erschienen im Steidl Verlag.

## Ausstellungen
- 2004: Venenum. Galerie Kamel Mennour, Paris.
- 2008: Nature Morte. Les Rencontres d’Arles, Arles, Frankreich.
- 2008: Nature Morte – Photography in the Company of Old Masters, Galerie Bernheimer München.
- 2010: Guns and Roses. Galerie Bernheimer München, danach Hamiltons Gallery, London.
- 2013: Masterpiece im Royal Hospital Chelsea, London.[8]

## Fotobände
- Venenum. Steidl, Göttingen 2005, ISBN 3-86521-012-0.
- Medusa. Steidl, Göttingen 2006, ISBN 3-86521-253-0.
- Serpens. mit Texten von Ivan Ineich. Steidl, Göttingen 2007, ISBN 978-3-86521-379-2.
- Movement. Steidl, Göttingen 2008, ISBN 978-3-86521-801-8.
- Stilleven. Steidl, Göttingen 2011, ISBN 978-3-86930-326-0.
- Leopold & Rudolf Blaschka. The Marine Invertebrates. Steidl, Göttingen 2024, ISBN 978-3-95829-398-4.